# Thomas Crécquillon
Thomas Crecquillon (o Thomas Crequillon) (dècada del 1500 - Béthune, 1557), fou un compositor renaixentista de l'Escola francoflamenca. Fou mestre de capella de Carles V a Madrid, canonge de Namur, Dendermonde i Béthune. Se'l considera com un dels músics més distingits de la seva època, i és indubtable que exercí molta influència vers els seus coetanis.

## Biografia
Fins ara, no s'ha trobat cap informació fiable sobre els orígens, els primers anys i la formació de Thomas Crécquillon. Sovint es donava a Gant com el seu lloc de naixement, però amb la mateixa facilitat podria haver vingut del que aleshores era la zona fronterera flamenca del nord de França amb l'actual Bèlgica. Les conclusions de dades tangibles sobre la seva vida i les seves publicacions suggereixen un any de naixement entre 1505 i 1510, possiblement abans de 1505. Se suposa que era un nen de cor; El que és segur és que tenia el títol acadèmic de M.A. (Magister Artium), la qual cosa fa pensar que tenia una formació universitària. Una pista de la joventut del compositor es pot amagar en el seu inusual motet paròdic Quem vidistis pastores, que es basa en una composició de Jean Mouton sobre el mateix text. Altres especulacions sobre les activitats de Crécquillon inclouen l'ocupació com a professor de música a Ratisbona i la realització de tasques musicals a l'Església de Nostra Senyora d'Anvers, però, que, encara no s'han demostrat. Hipòtesis semblants sorgeixen del motet Surge Badilo al sant local de la ciutat de Leuze i de l'ús del poema "Dedans Paris" de Clément Marot (1496–1544) a la cançó Dedens Tournai" de Crécquillon per a una activitat en aquest zona.
El compositor tenia contactes amb la cort de l'emperador Carles V des del 1540; El desembre d'aquell any va figurar tres vegades com a "maistre de la chapelle" en una llista de beneficis, com a successor d'Adrian Thiebaut (dit Pickart) després que la cort tornés d'Espanya. És possible que després de la marxa de Nicolas Gombert es fes càrrec de la tasca de cap dels nois del cor abans que Cornelius Canis fos nomenat per al càrrec el 1542. L'editor Tielman Susato va publicar l'any 1544 una col·lecció Tiers Livre de chansons que, a excepció d'una única resposta, només contenia obres de Crécquillon; aquesta va ser gairebé l'única publicació impresa de les seves composicions durant la seva vida. Aquesta col·lecció va ser reimpresa dues vegades, i el seu nom va aparèixer a les pàgines de títol de totes les edicions amb el títol de mestre de capella de la cort imperial. En un altre document, Crécquillon també es descriu com a cantant i compositor. També es diu que Carles V va estar especialment tocat per la seva música. L'orquestra de la cort també va acompanyar l'emperador en els seus viatges, per això és molt probable que el compositor es va quedar a Espanya entre el novembre de 1541 i el maig de 1543 i estigui documentat a Alemanya des de 1545 i entre 1546 i 1548. Aquestes estades poden haver contribuït a la distribució relativament àmplia de les seves obres. L'any 1549 les lamentacions de Crécquillon van ser publicades per escrit per Berg & Neuber (Nuremberg), i el 1550 sembla que va rebre un benefici a l'església de St. Pierre a Lovaina. També posseïa aquests beneficis a Dendermonde, Namur i Béthune. Encara hi ha un document de l'any 1553 on se'l nomena sense títol oficial. Crécquillon s'havia retirat a tot tardar l'any 1555 perquè aquell any fou descrit com un antic cantant imperial; a partir d'aquest any també va fer canònica a Béthune. El març de 1557 fou nomenat un successor d'aquesta canònica, fet que demostra que Crécquillon havia mort recentment.

## Significat

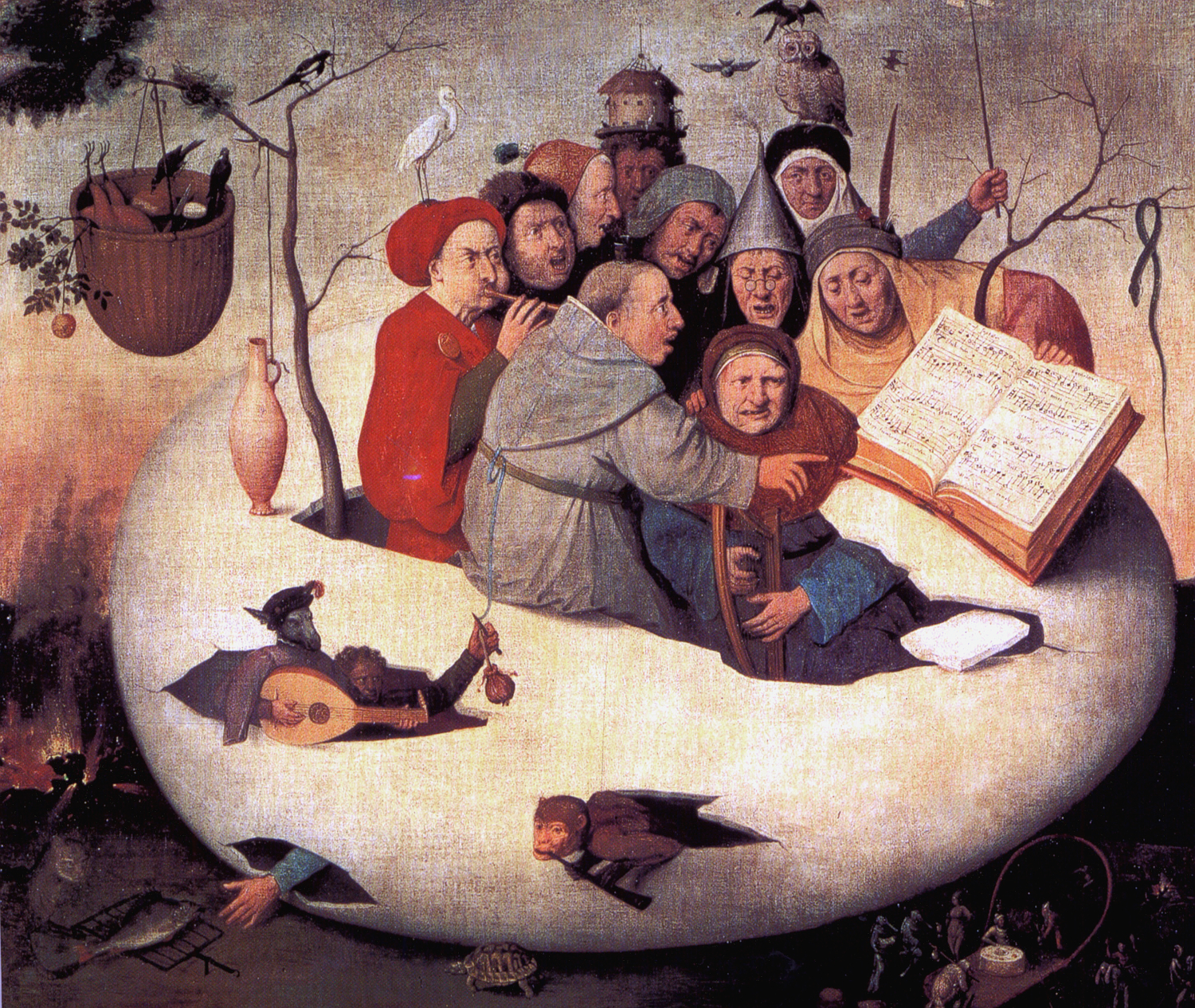
Concert a l'ou, de Hieronymus Bosch, amb notes de Crécquillon

Durant la seva vida i durant molt de temps després, Crécquillon va gaudir d'una gran reputació. Després de Clemens non Papa i el difunt Orlando di Lasso, és almenys el tercer entre els seus contemporanis holandesos pel que fa a la distribució de les seves obres. A les primeres col·leccions de cançons de Tielman Susato i Pierre Phalèse, la seva contribució supera la dels altres compositors inclosos. Els teòrics de la música del seu temps, com Hermann Finck, Adrianus Petit Coclico i Domenico Pietro Cerone (1566–1625), també li van donar una gran importància. Ja a finals del segle XVII, Crécquillon va ser considerat el compositor més representatiu del seu temps pel teòric musical italià Angelo Berardi a la seva obra Miscellanea musicale (1689). Les seves obres han servit de models per a misses paròdiques de diversos compositors, com Francisco Guerrero, Jakob Handl, George de La Hèle, Orlando di Lasso, Jacobus Vaet i d'altres.

La seva obra inclou dotze misses, més de 200 cançons i uns 125 motets. Amb una excepció, totes les misses de Crécquillon són misses paròdiques, i s'utilitzen motius individuals de l'original, fins i tot citant seccions senceres. Tanmateix, sempre s'inclouen seccions de composició lliure. L'única missa cantus firmus "Caín [Adler] al món" va ser escrita molt probablement amb motiu del casament de Felip II amb Maria de Portugal el 1543 i utilitza una cançó de Jobst von Brandt per a tenor, amb al·lusió a la animal heràldic els Habsburg no van ser certament una casualitat. A causa del maneig estricte del principi d'imitació, sorgeixen nombroses dureses harmòniques, que configuren especialment el so de les seves misses. Els motets del compositor són de tres a vuit veus amb èmfasi en les obres de quatre i sobretot de cinc veus. La imitació preval; Hi ha pocs motets de cantus firmus, però el cant gregorià és citat amb més freqüència. Les seccions homofòniques també s'inclouen ocasionalment amb un gran efecte, i la dissonància s'utilitza per augmentar l'expressió. A les cançons de Crécquillon també predominen quatre i cinc veus; El musicòleg H. M. Brown els va caracteritzar estilísticament amb molta precisió com a "homofonia animada polifònicament". Algunes d'aquestes peces fan referència a escenaris de Claudin de Sermisy. En canvi, les chansons de Crécquillon sovint van servir de plantilla per als compositors posteriors. La majoria dels textos en qüestió són anònims, i la majoria dels textos identificats es remunten als poetes Jehan († 1526?) i Clément Marot. Moltes cançons, com els motets, es basen en persones o fets actuals i contemporanis. Les cançons, en particular, van ser extremadament populars a la seva època i estaven entre les més esteses de tot el segle. En apreciar tota l'obra de Thomas Crécquillon, el musicòleg austríac August Wilhelm Ambros (1816–1876) va dir: 
| « | "El poder, la melodiositat, l'enginyosa invenció i la simple grandesa d'expressió amb un ric desenvolupament de la composició musical caracteritzen les seves obres, que el situen a les altures. de la seva carrera Assegureu-vos el temps i amb el millor de tots els temps." | » |

## Resum d'obres
- Edició completa: Thomas Crécquillon: Opera omnia, editat per B. Hudson i altres, 21 volums, sense localització 1974–2002 (= Corpus mensurabilis musicae LXIII, 1–20); Volums 1–4: mesures; Volums 5–13: Motets i obres llatines, Volums 14–21: Cançons i obres vernacles.

1. 12 misses de quatre a sis veus
2. 128 motets i obres llatines de tres a vuit veus
3. 216 cançons i obres vernacles de tres a dotze veus
4. 6 Atribucions errònies i obres espúries

## Selecció d'obres
- Le tiers livre des chansons à quatre parties composées par maistre Thomas Créquillon,
- Missae quatuor et sacrae cantiones alíquota quinqué vocibus concinendae (Venècia, 1544),
- Liber secundus missarum quatuor vocum (Anvers, 1545),
- Ecclesiasticae cantiones quatuor et quinqué vocum (Anvers, 1553),
- Motetti dil Laberinto (Venècia, 1554),
- Missarum selectarum quatuor et quinqué vocibus (Lovaina, 1554),
- Liber primus cantionum sacrarum quinqué vocum (Lovaina, 1555)
- Liber septimus cantionum sacrarum (Lovaina, 1562).